# Lo que le pasó a Reynoso (película de 1955)
Lo que le pasó a Reynoso es una película argentina dirigida por Leopoldo Torres Ríos sobre su propio guion escrito sobre el sainete del mismo nombre de Alberto Vacarezza que se estrenó el 24 de mayo de 1955 y que tuvo como protagonistas a Florén Delbene y Pola Alonso. Fue el primer largometraje argentino filmado en Ferraniacolor. En la década de 1930 el sainete de Vacarezza había sido un gran éxito teatral interpretado en el Teatro Nacional por la compañía Muiño-Alippi. Una versión anterior había sido dirigida por el mismo Torres Ríos en 1937. 

## Sinopsis
Un gaucho mata en duelo criollo a un rival en amores que lo provoca y debe huir.

## Reparto
- Florén Delbene … Julián Reynoso
- Pola Alonso
- Luis Dávila
- Egle Martin
- Luis Arata	 ...	Serapio
- Benita Puértolas
- Elisardo Santalla
- Francisco Álvarez

## Comentarios
Esta nueva versión "aporta poco" a la anterior según opinión de Manrupe y Portela y la crónica de Noticias Gráficas señalaba:

"Diálogo frondoso que resta esencial acción al conflicto, el cual teniendo como ámbito La Pampa, se circunscribe con insistencia a interiores"